# Andrew Mewing
Andrew Mewing (ur. 2 grudnia 1981) – były australijski pływak, specjalizujący się głównie w stylu dowolnym.
Wicemistrz świata z Melbourne w sztafecie 4 x 200 m stylem dowolnym, 2-krotny brązowy medalista z Montrealu w sztafetach 4 x 100 m stylem dowolnym i 4 x 200 m stylem dowolnym. 2-krotny wicemistrz świata z Indianapolis w sztafetach 4 x 100 m stylem zmiennym i 4 x 200 m stylem dowolnym.